# Socialismo de derecha
Socialismo de derecha, socialismo burgués o socialismo conservador es un término utilizado por algunos autores (en general críticos del mismo) para describir ciertas posturas derechistas que defienden la solidaridad social y el estado de bienestar, o que se oponen al individualismo jurídico y a la economía de laissez faire.
El término es también usado, más comúnmente pero de manera distinta, para referirse a formas moderadas y socialdemócratas de socialismo, cuando se las contrasta con el marxismo u otras alternativas de izquierda más radicales. Por ejemplo, en el Manifiesto comunista, Karl Marx y Friedrich Engels criticaban diversas formas de socialismo no aprobadas por ellos, entre estas, lo que llamaban «socialismo conservador o burgués».
Y en Japón, en los años de posguerra, hubo un autodenominado «Partido Socialista de Derecha», que se diferenciaba del «Partido Socialista de Izquierda» por sus posturas moderadas y socialdemócratas. Este partido recibió más del 10 % de los votos en las elecciones de 1952 y 1953. El término también se utiliza como descripción, y en algunos casos como peyorativo, por los movimientos y políticos conservadores de libre mercado y libertarios de derecha para describir corrientes de conservadurismo más económicamente intervencionistas. 
El socialismo de guerra, el socialismo corporativo, el socialismo agrario, socialismo cristiano, socialismo gremialista, socialismo militar, nacional sindicalismo, peronismo, Socialismo Patriótico en Uruguay, socialismo prusiano y el socialismo de Estado son etiquetadas como «socialismo de derecha», especialmente por autores libertarios como el economista Jesús Huerta de Soto. El historiador Ishay Landa ha descrito la naturaleza del socialismo de derecha como decididamente capitalista.

## Uso del término por varios autores

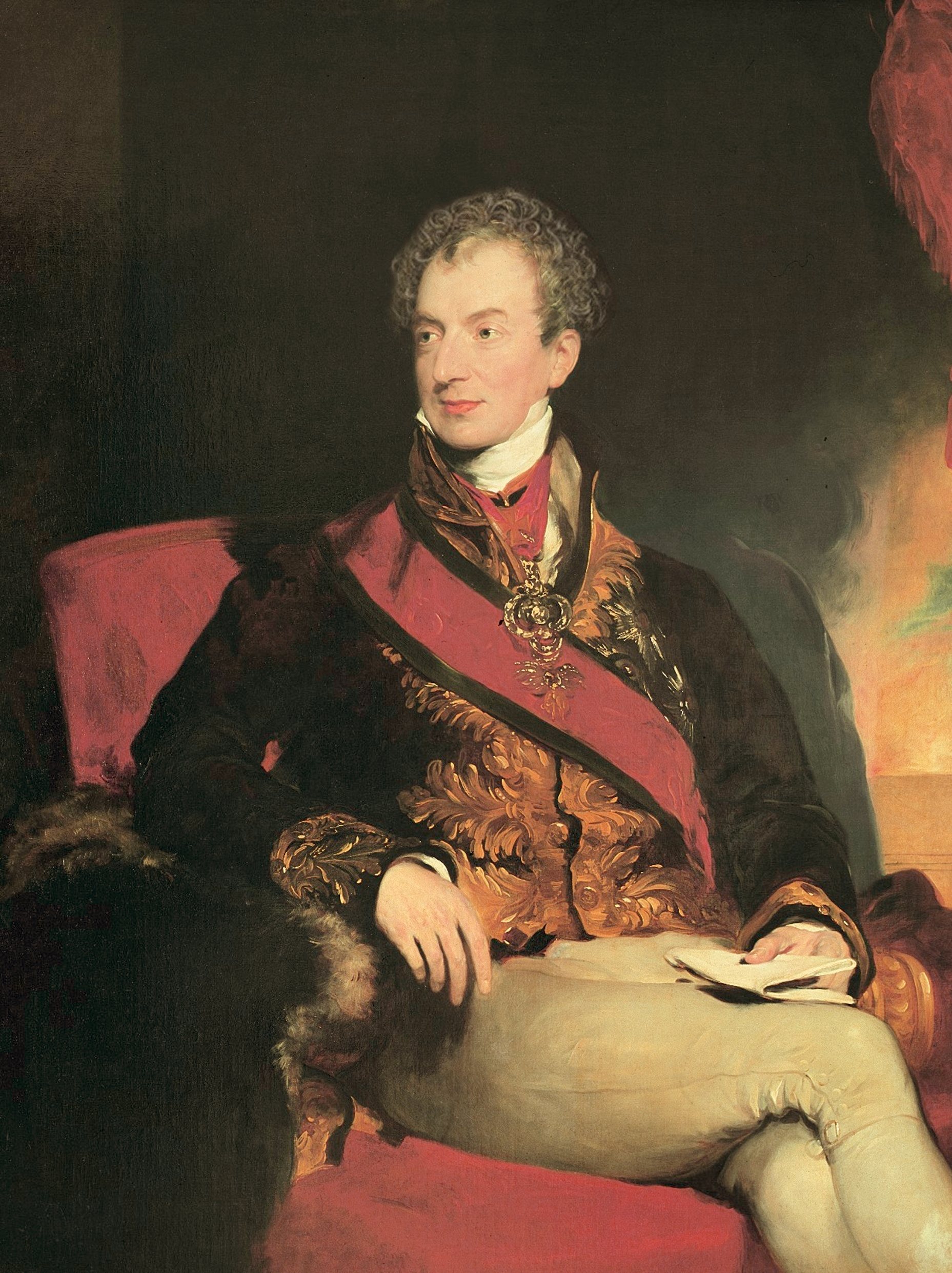
Klemens von Metternich.

El término «socialismo conservador» o «burgués» fue usado por Karl Marx y Friedrich Engels como una reprimenda para ciertas corrientes de socialismo, pero también ha sido usado por proponentes de tal sistema. Aquí una cita del mencionado Manifiesto comunista al respecto:

El socialismo burgués o conservador: 
 Una parte de la burguesía desea mitigar las injusticias sociales, para de este modo garantizar la perduración de la sociedad burguesa. Se encuentran en este bando los economistas, los filántropos, los humanitarios, los que aspiran a mejorar la situación de las clases obreras, los organizadores de actos de beneficencia, las sociedades protectoras de animales, los promotores de campañas contra el alcoholismo, los predicadores y reformadores sociales de toda laya.

Al expresar sus opiniones sobre el tema, Marx hace cita explícitamente La filosofía de la miseria de Pierre-Joseph Proudhon, que indica lo siguiente sobre el socialismo burgués:

Los burgueses socialistas quieren perpetuar las condiciones de vida de la sociedad moderna sin las luchas y los peligros que surgen fatalmente de ellas.

Un proponente temprano de un autodenominado «socialismo conservador» fue el político austriaco del siglo XIX, Klemens von Metternich, tan temprano como 1847. Los monárquicos habían empezado a usar el término «socialista» como una antítesis del «laissez-faire burgués», indicando la confianza en una «consciencia social» por oposición al puro individualismo. Metternich decía que los objetivos de tal «socialismo conservador» eran «pacíficos, de armonía de clases, cosmopolitas y tradicionales». El «socialismo monárquico» promovió el paternalismo social, retratando al monarca como poseedor de un «deber paternal» de proteger a su pueblo de los efectos de las fuerzas económicas libres. El «socialismo conservador» de Metternich veía al liberalismo y al nacionalismo como formas de una dictadura de las clases medias por sobre las masas.
Johann Karl Rodbertus, un terrateniente y abogado monárquico conservador que se desempeñó brevemente como ministro de educación en Prusia en 1848, promovió una forma de socialismo de Estado liderada por una monarquía ilustrada que apoyara la regulación de la economía por el Estado. Rodbertus apoyaba la eliminación de la propiedad privada de la tierra, con el Estado en control del «capital nacional» más que la redistribución del capital privado. En la década de 1880, el socialismo conservador de Rodbertus fue promovido como una alternativa no revolucionaria a la socialdemocracia, y un medio para justificar la aceptación de las políticas sociales de Bismarck.
Por su parte, autores libertarios y anarcocapitalistas como Jesús Huerta de Soto se han referido repetidamente, de manera crítica y peyorativa, al «socialismo de derecha» para describir a ciertas posturas derechistas que defienden la solidaridad social o el estado de bienestar, o que se oponen en alguna medida al individualismo y a la economía de laissez-faire.
El periodista de izquierda Glenn Greenwald ha descrito a los conservadores de la era Trump como Steve Bannon y el paleoconservador Tucker Carlson como ejemplos de socialistas de derecha modernos. 

## Movimientos católicos
En Europa, el socialismo católico de derecha fue creado por funcionarios de la Iglesia católica en el siglo XIX en respuesta al generalizado deterioro de las condiciones sociales y a las crecientes tendencias anticlericales y democráticas entre los artesanos y obreros. Mezclaba «el compromiso social, bienestar social paternalista y patronazgo autoritario desde arriba, y estaba también basado en profundizar la fe popular». en Francia, la influencia de estas doctrinas puede ser vista en el socialismo conservador de Albert de Mun y René de La Tour du Pin. La figura conservadora alemana luterana de Adolf Stoecker fundó el Partido Social Cristiano de los Trabajadores en 1878, que buscaba alinear a los trabajadores con la cristiandad protestante y la monarquía alemana. Stoecker respetaba las jerarquías sociales existentes, pero también deseaba un Estado que fuera activo en proteger a los ciudadanos pobres y vulnerables. Stoecker en ocasiones usaba retórica antisemita para ganar apoyo, aunque urgía a sus seguidores a practicar el amor cristiano, incluso hacia los judíos.

## El «socialismo de guerra» durante la Primera Guerra Mundial
Durante la Primera Guerra Mundial, el gobierno alemán implementó la movilización total de la economía y de la esfera social para la guerra, resultando en la regulación gubernamental de los sectores público y privado. A esto en Alemania se lo denominó «economía de guerra» (Kriegswirtschaft) o «socialismo de guerra» (Kriegssozialismus). El término «socialismo de guerra» fue creado por un prominente proponente del sistema mismo, el general Erich Ludendorff.
El socialismo de guerra era un socialismo de Estado militarizado en el cual el Estado ejercía controles y regulaciones sobre toda la economía. La economía socialista de guerra alemana era operada por militares conservadores e industrialistas que habían sido históricamente hostiles al socialismo. Su objetivo era maximizar la producción de guerra y controlar el descontento de los trabajadores que estaba creciendo entre el movimiento obrero organizado. Un gran proponente del socialismo de guerra en Alemania fue el general Wilhelm Groener, quien insistió, contra las objeciones de los líderes de la industria, que los representantes de los sindicatos obreros fueran incluidos en los comités de trabajo de las fábricas, así como también en los comités regionales de alimentos y del trabajo. Esto se logró, y les otorgó a los sindicatos alemanes derechos de negociación colectiva y funciones oficiales en el Estado alemán por primera vez en la historia. El socialismo de guerra también existió en otros países europeos involucrados en la guerra mundial. En el Reino Unido un número de figuras públicas, incluido Winston Churchill, promovieron la adopción del socialismo de guerra, el cual fue adoptado por el primer ministro David Lloyd George. La Rusia zarista también tuvo socialismo de guerra. El sociólogo Pitirim Sorokin afirma que el socialismo de guerra zarista ruso había existido por doscientos años en apoyo del régimen zarista hasta su derrocamiento en 1917. La economía socialista de guerra rusa estaba basada en la de Alemania y fue apoyada tanto por partidos socialistas como no socialistas.

## El fascismo
El fascismo ha sido descrito por el historiador Zeev Sternhell como un nacionalismo socialista asociado con puntos de vista antiburgueses, antidemocráticos, antiliberales y antimarxistas. El fascismo italiano original tiene sus orígenes en el sindicalismo revolucionario de Georges Sorel, quien promovía que un movimiento revolucionario socialista antimaterialista, voluntarista y vitalista produjera una huelga general para derrocar a la sociedad burguesa y establecer una sociedad proletaria. El sorelianismo se escindió del marxismo de izquierda y adoptó la ideología de una revolución nacional, moral y psicológica más que una de clases. Sorel mismo terminó asociándose con la derecha política al apoyar a la Action Française nacionalista de Charles Maurras, y se volvió hacia el nacionalismo maurrasiano.

## En Francia

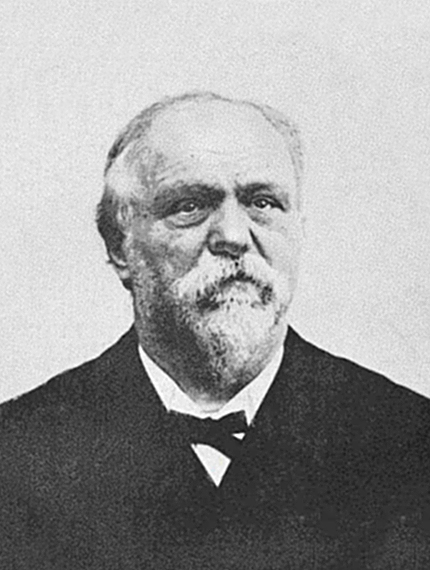
Georges Sorel.

### Charles Maurras y el nacional-sindicalismo
El nacionalista y monárquico de derecha francés Charles Maurras manifestó interés en unir sus ideales nacionalistas con el sindicalismo soreliano como una manera de confrontar con la democracia liberal. Maurras pronunció la famosa frase: «Un socialismo liberado de elementos democráticos y cosmopolitas calza bien con el nacionalismo de la misma manera que un guante bien hecho calza bien en una bella mano». Georges Sorel mismo estaba impresionado por los significativos números de «ardiente juventud» que se enrolaban en la Acción Francesa de Maurras y viraban hacia el nacionalismo maurrasiano. En 1911, sobre el asunto del sindicalismo soreliano, Georges Valois anunció en el Cuarto Congreso de la Acción Francesa: «No fue un mero accidente que nuestros amigos encontraran a los militantes del sindicalismo. El movimiento nacionalista y el movimiento sindicalista, tan extraños el uno al otro como pudieran parecer, debido a sus presentes posiciones y orientaciones, tienen más de un objetivo en común». Valois y Sorel fundaron el Cercle Proudhon en 1911, una organización que Valois declaró que proveía «una plataforma común para nacionalistas e izquierdistas antidemócratas».
El Cercle Proudhon anunció que apoyaba el reemplazo de la ideología burguesa y el socialismo democrático por una nueva ética de una alianza de nacionalismo y sindicalismo, ya que esos «dos movimientos sintetizantes y convergentes, uno a la extrema derecha y el otro a la extrema izquierda, han comenzado el sitio y asalto a la democracia». El Cercle Proudhon apoyaba el reemplazo del orden liberal con un nuevo mundo que fuera «viril, heroico, pesimista y puritano, basado en el sentido del deber y del sacrificio: un mundo donde prevalezca la mentalidad de los guerreros y monjes». La sociedad estaría dominada por una poderosa vanguardia proletaria de élite que serviría como una aristocracia de productores, aliada con una juventud intelectual dedicada a la acción contra la burguesía decadente.

## En Alemania

### El socialismo de Estado bismarckiano y el socialismo de cátedra

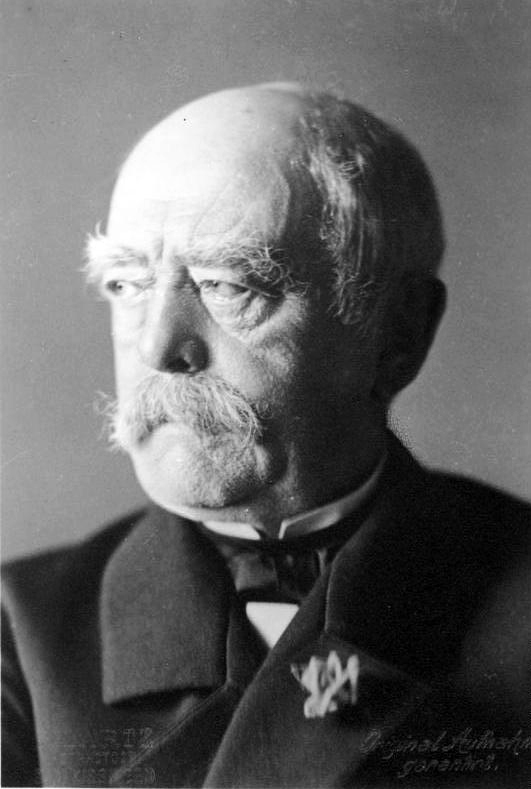
Otto von Bismarck.

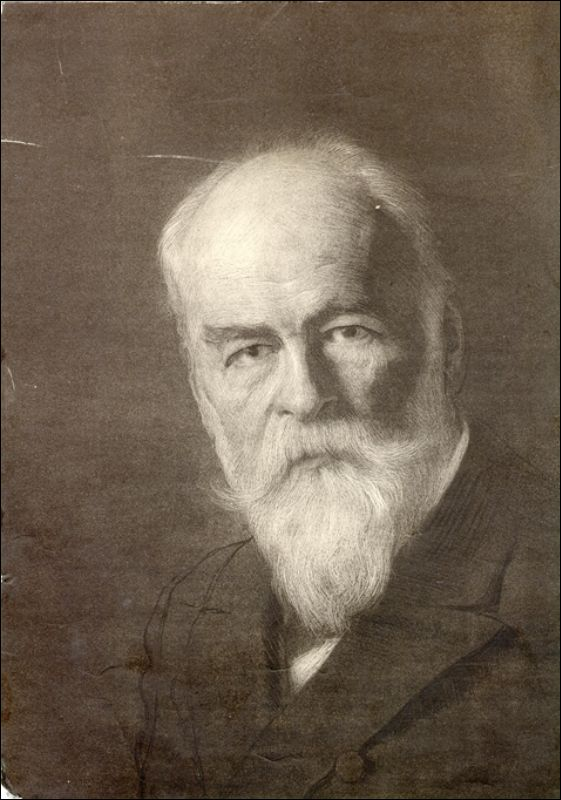
Gustav von Schmoller, exponente del socialismo de cátedra.

El canciller alemán del siglo XIX Otto von Bismarck adoptó políticas de seguridad social obligatoria organizada por el Estado contra enfermedad, accidente, incapacidad y edad avanzada, en lo que ha sido apodado «socialismo bismarckiano». Bismarck mismo no era socialista, y promulgó las Leyes antisocialistas. Sus acciones estaban dirigidas más bien a frenar el crecimiento del Partido Socialdemócrata de Alemania. Las políticas de Bismarck han sido vistas como una forma de «socialismo de Estado». El socialismo de Estado de Bismarck estaba basado en el pensamiento político romántico en el cual el Estado fuera supremo, y llevó adelante el programa de apoyar «la protesta del colectivismo contra el individualismo» y de la «nacionalidad contra el cosmopolitismo», y aseguró que «el deber del Estado es mantener y promover los intereses, el bienestar de la nación como tal».

El equivalente académico del socialismo de Estado de Bismarck de la época fue el Kathedersozialismus («socialismo de cátedra») de Gustav Schmoller y Adolph Wagner. Schmoller era un oponente tanto del liberalismo como del socialismo proletario marxista. Wagner había originalmente sido un liberal manchesteriano, pero se había convertido en un conservador. Los socialistas de cátedra tenían en común tres rasgos: que «la libertad económica no puede ser absoluta, la economía debe obedecer demandas tanto éticas como prácticas, y el Estado debe intervenir para proveer un grado de justicia social» Schmoller negaba que el libre comercio y la economía de laissez faire fueran adecuados para Alemania, en vez de eso abogando por la intervención del Estado para promover el industrialismo y mejorar las condiciones de los trabajadores. Schmoller avalaba la monarquía prusiana como una «institución históricamente benevolente y socialmente mediadora». Schmoller afirmó «una firme monarquía es una gran bendición cuando está revestida de tradiciones como las de la monarquía prusiana, la cual reconoce sus deberes». Esa ideología fue defendida por los lassallianos. Marx y Engels fueron duros críticos del socialismo bismarckiano. En Del socialismo utópico al socialismo científico dice Engels:
Recientemente, desde que Bismarck emprendió el camino de la nacionalización, ha surgido una especie de falso socialismo, que degenera alguna que otra vez en un tipo especial de socialismo, sumiso y servil, que en todo acto de nacionalización, hasta en los dictados por Bismarck, ve una medida socialista. Si la nacionalización de la industria del tabaco fuese socialismo, habría que incluir entre los fundadores del socialismo a Napoleón y a Metternich. Cuando el Estado belga, por razones políticas y financieras perfectamente vulgares, decidió construir por su cuenta las principales líneas férreas del país, o cuando Bismarck, sin que ninguna necesidad económica le impulsase a ello, nacionalizó las líneas más importantes de la red ferroviaria de Prusia, pura y simplemente para así poder manejarlas y aprovecharlas mejor en caso de guerra, para convertir al personal de ferrocarriles en ganado electoral sumiso al gobierno y, sobre todo, para procurarse una nueva fuente de ingresos sustraída a la fiscalización del Parlamento, todas estas medidas no tenían, ni directa ni indirectamente, ni consciente ni inconscientemente nada de socialistas. De otro modo, habría que clasificar también entre las instituciones socialistas a la Real Compañía de Comercio Marítimo, la Real Manufactura de Porcelanas, y hasta los sastres de compañía del ejército, sin olvidar la nacionalización de los prostíbulos propuesta muy en serio, allá por el año treinta y tantos, bajo Federico Guillermo III, por un hombre muy listo.

### El socialismo nacional

#### Johann Plenge
Durante la Primera Guerra Mundial, el sociólogo Johann Plenge habló del surgimiento de un «socialismo nacional» (en alemán: Nationaler Sozialismus) en Alemania dentro de lo que él denominó «las ideas de 1914» (año del inicio de la guerra), que eran una declaración de guerra contra «las ideas de 1789» (es decir, de la Revolución francesa). De acuerdo con Plenge, las «ideas de 1789», que incluían los derechos del hombre, la democracia, el individualismo y el liberalismo, estaban siendo rechazadas en favor de las «ideas de 1914», que incluían los «valores alemanes» de deber, disciplina, ley y orden. Plenge creía que la solidaridad étnica (Volksgemeinschaft) reemplazaría a la división de clases, y que los «camaradas raciales» se unirían para crear una sociedad socialista en la lucha de la Alemania «proletaria» contra la Inglaterra «capitalista». Plenge también creía que el «espíritu de 1914» se manifestaba en el concepto de la Liga del Pueblo por el Socialismo Nacional. Este socialismo nacional era una forma de socialismo de Estado que rechazaba la «idea de la libertad sin límites» y promovía una economía que serviría a toda Alemania bajo el liderazgo del Estado. Este socialismo nacional era opuesto al capitalismo debido a los componentes de este que iban en contra del «interés nacional» de Alemania, pero insistía en que el socialismo nacional pugnaría por una mayor eficiencia en la economía. Plenge abogaba por una élite gobernante racional autoritaria para desarrollar el socialismo nacional a través de un Estado tecnocrático jerárquico. 
Los argumentos de Plenge de la época fueron reconocidos por un diverso grupo de personas como un importante argumento en favor de la justicia social promovida por un Estado fuerte, incluyendo: socialdemócratas moderados como Konrad Haenisch, Heinrich Cunow, Paul Lensch y Kurt Schumacher; revolucionarios conservadores como Arthur Moeller van den Bruck y Max Hildebert Boehm; y nacionalsocialistas como Ernst Krieck, Gottfried Feder y Eduard Stadtler.

#### Werner Sombart

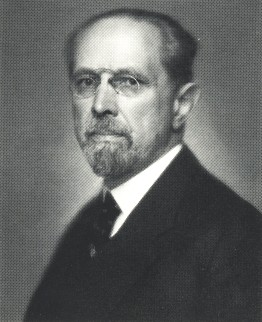
Werner Sombart.

Werner Sombart escribió sobre un «socialismo nacional» en el cual enfatizaba el «nuevo espíritu» en Alemania que era tanto «nacional» como «social». Sombart denunciaba la Revolución francesa y el cartismo por haber creado «mammonismo, egoísmo y descuido de las obligaciones» y por ser «filosofía utilitaria eudemonista». Sombart decía que estas debían ser reemplazadas por «pragmatismo», «fe» e «interés social». Sombart describía el «espíritu capitalista» como una combinación de dos «espíritus» principales. Primero, el «espíritu de empresa», que es «una síntesis de la ambición por el oro, el deseo de aventura, el amor por la exploración». Segundo, el «espíritu burgués», identificado por su «cálculo, política cuidadosa, razonabilidad y economía». Sombart decía que el socialismo en cambio debía ser concebido como «una manera definitiva de formar una vida social unida que se incrusta profundamente en las instituciones sociales». Sombart fue aún más lejos afirmando que había dos tipos de socialismo: uno igualitario y uno no igualitario. Mientras que el «socialismo igualitario», como por ejemplo el marxismo, dice que «todos deberían ser socios», el «socialismo no igualitario» ve la comunidad como un todo, desde una idea organizativa concreta (Gestaltungsidee), cuya realización consiste en asignar un lugar definitivo al individuo en los estratos como un todo. Esto lleva a una asociación organizada de individuos y, consecuentemente, a la desigualdad. 
Sombart describe su concepto de socialismo en su libro de 1934 Deutscher Sozialismus («Socialismo alemán»). Sombart anuncia que «un nuevo espíritu está comenzando a gobernar la humanidad», un espíritu que marcaba el fin de la «era económica», que él veía como la época del capitalismo y del socialismo proletario, que era atea, materialista y egoísta en sus valores. El «nuevo espíritu» estaba encarnado en lo que él llamaba «socialismo alemán». Sombart decía que el socialismo alemán no estaba confinado a una esfera económica, sino a todos los aspectos de la vida social, y apoyaba un «ordenamiento total de la vida» así como también la coordinación de la gente de acuerdo a sus estratos. Sombart continuaba diciendo que «no puede haber ningún orden social universalmente válido sino sólo uno que esté particularmente adaptado a cada nación particular». Contrastaba el socialismo alemán con el liberalismo, donde el socialismo alemán ubica «el bienestar del todo por sobre el bienestar del individuo». Él atribuía ser exponentes pasados de esta forma de socialismo a Johann Gottlieb Fichte, Johann Wolfgang von Goethe, Ferdinand Lassalle, Friedrich Nietzsche, Platón, Lorenz von Stein, Adolf Stoecker y Adolph Wagner. Sombart decía que los exponentes contemporáneos incluían a los fascistas italianos y a los nazis alemanes.

#### Oswald Spengler

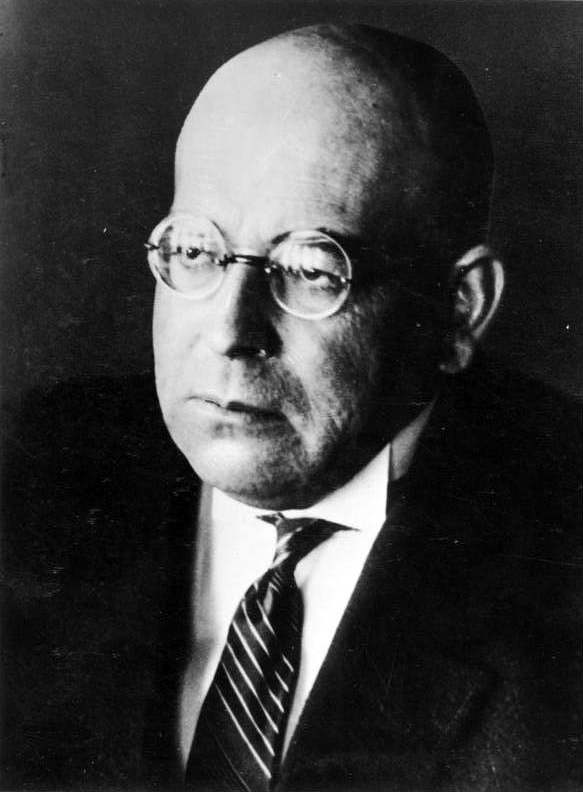
Oswald Spengler, autor de Prusianismo y socialismo.

En 1919, Oswald Spengler en su libro Preussentum und Sozialismus («Prusianismo y socialismo») rastreaba los orígenes de lo que llamaba «socialismo alemán» hasta 1914, al comienzo de la Primera Guerra Mundial, la cual unió a los alemanes en una lucha que, según él, estaba basada en las características socialistas prusianas, incluyendo la creatividad, la disciplina, la preocupación por el bien común, la productividad y el autosacrificio. Spengler afirmaba que estas cualidades socialistas prusianas estaban presentes a lo largo de toda Alemania, y que estaría en el interés de esta unir el nacionalismo alemán con esta forma de socialismo al tiempo que resistía al marxismo y al socialismo internacionalista. 
Spengler condenaba el liberalismo inglés y el parlamentarismo, y abogaba por un socialismo nacional que, libre de marxismo, conectaría al individuo con el Estado a través del corporativismo. Se oponía al marxismo por haber desarrollado su socialismo desde una perspectiva inglesa, sin entender la naturaleza socialista de los alemanes. Spengler decía que el marxismo buscaba enseñarle al proletariado a «expropiar al expropiador», al capitalista, y luego hacerle vivir una vida de licencia sobre la base de esta expropiación. Él concluía así que «el marxismo es el capitalismo de la clase obrera», y no un verdadero socialismo. 
Spengler describía al socialismo diciendo: «El significado del socialismo es que la vida está controlada, no por la oposición entre ricos y pobres, sino por el rango que los logros y el talento otorgan.Esa es nuestra libertad, libertad del despotismo económico del individuo». 
El «socialismo prusiano» de Spengler era popular entre la derecha política alemana, especialmente la derecha revolucionaria que se había distanciado del conservadurismo tradicional. Sus nociones de socialismo prusiano influenciaron al nazismo y el movimiento revolucionario conservador.

## Justicialismo en Argentina
El militar y político Juan Domingo Perón en Argentina apoyaba una forma de socialismo «cristiano, humanista, nacional y popular». Especialmente durante su exilio y en su tercera presidencia tras su retorno al país, se refirió en numerosas veces, tanto en declaraciones públicas como en libros de difusión ideológica, al «socialismo nacional», del cual el llamado peronismo o justicialismo (basado en el concepto justicia social) sería una expresión concreta. Se trataba de un «socialismo» alejado de cualquier viso de marxismo de izquierda (al cual tildaba como una forma más de «imperialismo»), «profundamente cristiano y profundamente humanista», cuyo ideal era la nación argentina como una «comunidad organizada» con solidaridad de clases, y que ocupara internacionalmente una tercera posición, junto a otros países no alineados del tercer mundo, contra el capitalismo estadounidense y el socialismo soviético. Si bien Perón se negaba a ubicarse a sí mismo o a su movimiento en la posición derecha o en la posición izquierda políticas, su «socialismo nacional» estaba claramente opuesto a la «extrema izquierda» marxista, de la cual era muy crítico. Por esta razón se lo puede ubicar comparativamente a la derecha de esta, como un «socialismo de derecha».

## En Japón

### Ikki Kita

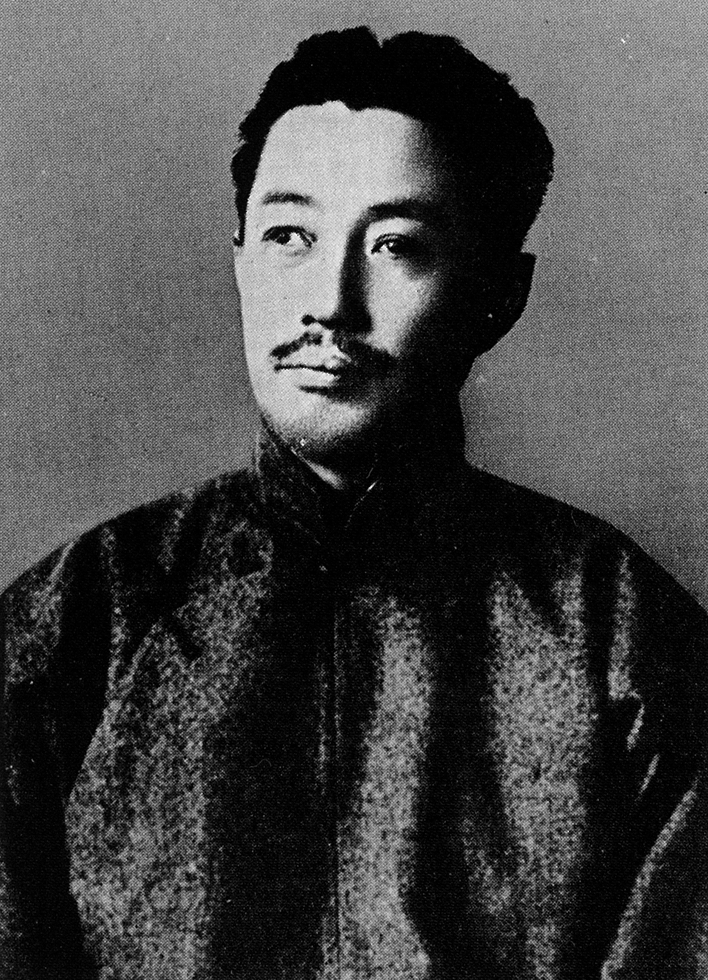
Ikki Kita.

Ikki Kita nació en 1883 en la isla de Sado, Prefectura de Niigata, Japón, hijo de un productor de sake. Según el historiador Ben-Ami Shillony, en su juventud Kita se vio atraído por el socialismo. Más tarde se desencantó con el aspecto internacional del socialismo y, en 1906, publicó su primer libro, Kokutai-ron oyobi junsei shakaishugi («El kokutai y el socialismo puro»), en el cual él explicaba el «kokutai» («entidad nacional») de Japón en términos de una sociedad igualitaria, más cercana al socialismo que al capitalismo.
Según el historiador Frank E. Smitha, no se trataba del socialismo de Karl Marx. Kita describía la revolución proletaria del marxismo como anticuada. Quería un socialismo producido por una unidad creada desde arriba. Era un socialista de derecha que apelaba a los extremistas dentro de los militares.
Relata Shillony que Kita en 1919, escribió su Kokka kaizo-an genri taiko («Plan básico para una reorganización nacional»), conocido más tarde como el Nihon kaizo hoan taiko («Esbozo de plan para la reorganización de Japón»). Según el plan de Kita, la propiedad privada debía ser limitada a un millón de yenes por hogar y diez millones de yenes por corporación, mientras que la tenencia de tierra debía ser limitada al valor de cien mil yenes. Toda propiedad excesiva debía ser nacionalizada y dirigida por el gobierno, el cual planearía la economía nacional. El sufragio político debería ser extendido a todos los ciudadanos masculinos mayores de 25 años, y el Estado debía proveer bienestar social, educación gratuita para ambos sexos, relaciones laborales justas, e igual reparto de las ganancias entre empleados y empleadores. Esta reforma nacional sería liderada y sancionada por el emperador como «Emperador del pueblo». Este suspendería la Constitución por tres años y seleccionaría «gente distinguida de todos los rincones del reino» para desempeñarse en el gabinete de reforma. Con el propósito de permitirle al emperador hacer esto, Kita argumentaba, era necesario un golpe de Estado.
El pensamiento de Ikki Kita influyó fuertemente en los jóvenes oficiales que realizaron el intento de golpe de Estado del 26 de febrero de 1936. Los jóvenes oficiales querían una «Restauración Showa», donde el poder político y económico sería restituido al Emperador y el pueblo. Las clases privilegiadas serían abolidas, la riqueza redistribuida, y sería el Estado, en vez de las grandes empresas, quien controlaría la economía.

### El movimiento de Restauración Shōwa
Ikki Kita y Shūmei Ōkawa unieron fuerzas en 1919 para organizar la efímera Yūzonsha (猶存社?), un grupo de estudio político destinado a convertirse en una organización paraguas para los variados movimientos socialistas de derecha. Aunque el grupo pronto colapsó debido a diferencias ideológicas irreconciliables entre Kita y Ōkawa, sirvió su propósito en que logró unir a las sociedades de derecha antisocialistas panasianistas con los seguidores centristas e izquierdistas del socialismo de Estado.
En las décadas de 1920 y 1930, estos seguidores del estatismo japonés usaron el eslogan «Restauración Showa» (昭和維新 Shōwa isshin?), el cual implicaba que era necesaria una nueva resolución para reemplazar el orden político existente dominado por políticos corruptos y capitalistas con uno que (a sus ojos) cumpliera los objetivos originales de la Restauración Meiji de gobierno imperial directo a través de máscaras militares. Sin embargo, el término «Restauración Shōwa» tuvo diferentes significados para diferentes grupos. Para los radicales de Sakurakai, significaba el violento derrocamiento del gobierno para crear un Estado nacional-sindicalista con una distribución más equitativa de la riqueza y la remoción de los políticos corruptos y los líderes de los zaibatsu. Para los jóvenes oficiales significaba el retorno a alguna forma de shogunato militar en la cual el Emperador reasumiría el poder político directo con atributos dictatoriales, junto con simbolismo divino, sin la intervención de la Dieta o de la democracia liberal, pero que a todos los efectos sería un mascarón de proa, con las decisiones del día a día en manos del liderazgo militar.
En principio, algunos teóricos propusieron la «Restauración Shōwa», el plan de darle al Emperador poderes dictatoriales directos (debido a sus atributos divinos) para liderar las futuras acciones de ultramar en el Asia continental. Este era el propósito detrás del Incidente del 26 de febrero y otros alzamientos similares en Japón. Más tarde, sin embargo, estos pensadores previamente mencionados decidieron organizar su propio bando político sobre previos movimientos radicales y militaristas en los años ’30; este fue el origen del partido Kodoha y de su deseo de tomar control directo de todo el poder político en el país y quitárselo a las voces políticas democráticas y moderadas.
El fracaso de varios intentos de golpe, incluyendo el Complot de la Liga de la Hermandad de la Sangre, el Incidente de marzo, el Incidente de los colores imperiales y el Incidente del 26 de febrero, desacreditaron a los simpatizantes del movimiento de Restauración Shōwa, pero los conceptos del estatismo japonés migraron hacia la política japonesa estándar, donde se les unieron algunos elementos del fascismo europeo.

### Kingoro Hashimoto
"El mundo se encuentra ante un punto de inflexión histórico porque el sistema del liberalismo materialista ha llegado a un punto muerto."
Kingoro Hashimoto, enero de 1941. Citado en "The China Monthly Review" - Página 47 - Este asiático - 1917

Kingorō Hashimoto (橋本 欣五郎?   Okayama, 19 de febrero de 1890 - Tokio, 29 de junio de 1957) fue un militar y político japonés, ferviente promotor del ultranacionalismo militarista. Proponía una dictadura nacionalista de partido único, basada en el socialismo, similar al fascismo europeo. Hashimoto representaba el ala izquierda de los militaristas, opuestos al «ala derecha» representada por Senjuro Hayashi.

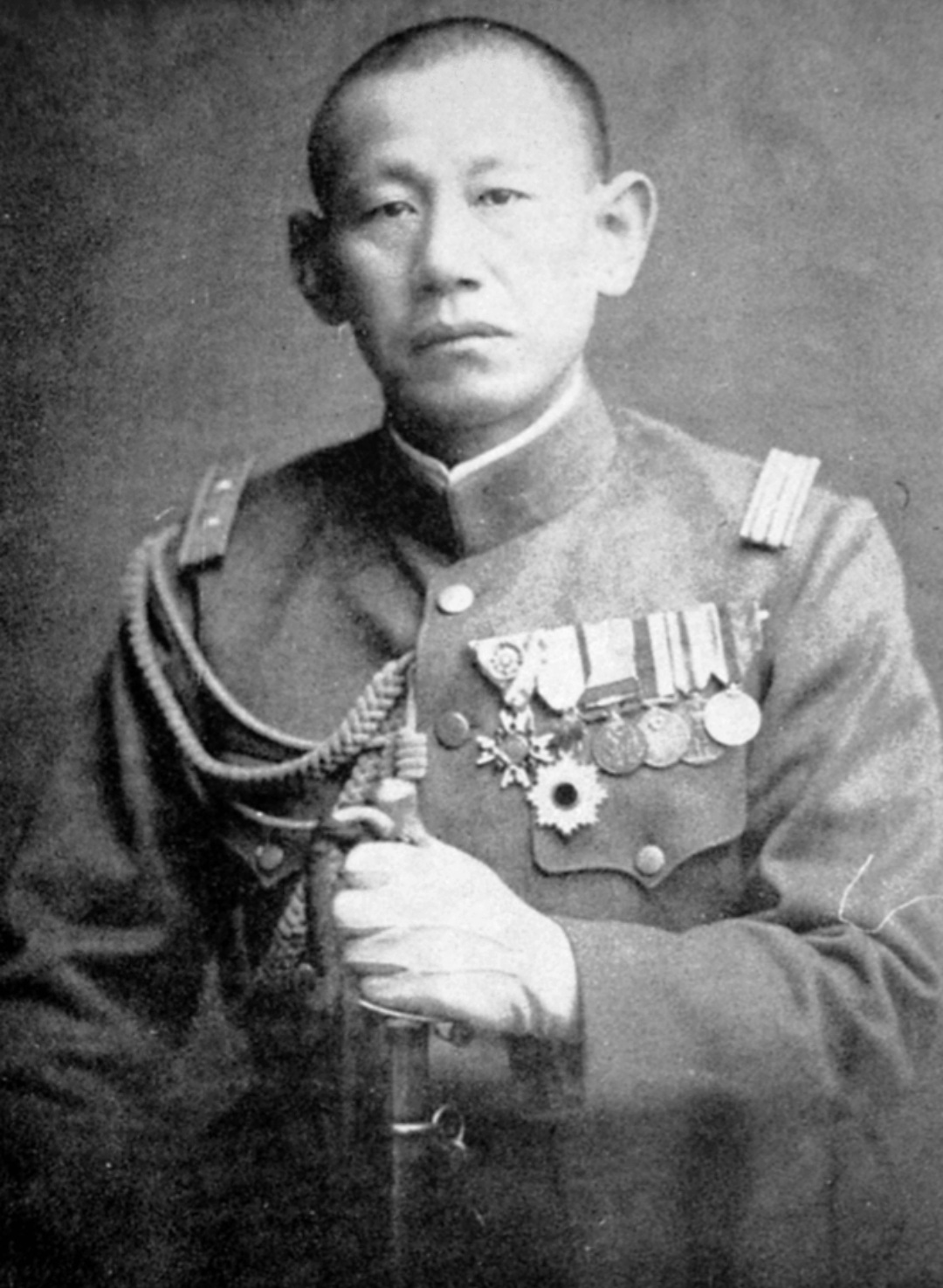
Tte. Cnel. Kingoro Hashimoto.

Desde mediados de 1930, Hashimoto comenzó a involucrarse de manera activa en movimientos políticos derechistas dentro del ejército. En octubre de ese año, coincidiendo con su nombramiento como instructor en la Escuela de Guerra, fundaría la sociedad secreta Sakurakai (Sociedad del Cerezo), junto al capitán Isamu Chō.
En marzo de 1931 Hashimoto fue el máximo instigador de lo que hoy se conoce como el «Incidente de marzo», llevado adelante por la Sakurakai. El objetivo de la Sakurakai era la reforma política a través de la eliminación de los partidos políticos corruptos y el establecimiento de un gobierno totalitario socialista de Estado dirigido por los militares. El nuevo gobierno limpiaría el país de corrupción política, injusta distribución de la riqueza en los zaibatsu y supuestas influencias degenetarivas que corrompían la moral pública de Japón. El golpe de marzo fracasó, pero Hashimoto, uniendo fuerzas con Isamu Chō, Shūmei Ōkawa y Sadao Araki, organizaría un nuevo golpe de Estado en octubre de ese mismo año, el «Incidente de octubre» o «Incidente de los colores imperiales». 
El militarismo japonés contaba con un fuerte apoyo industrial, pero también con florecientes sentimientos «socialistas nacionales» entre los oficiales más radicales que empalmaban con el sufrimiento de las clases obrera y campesina. Este grupo ideológico, representado por Hashimoto, fue evolucionando en la rama izquierdista del militarismo nipón.
Hashimoto fue siempre un ferviente defensor de una política agresiva durante la segunda guerra sino-japonesa, además de apoyar incondicionalmente la alianza militar de Japón con la Alemania nazi y la Italia fascista, el conocido como Pacto Tripartito.

## Chile

### Arturo Alessandri Palma

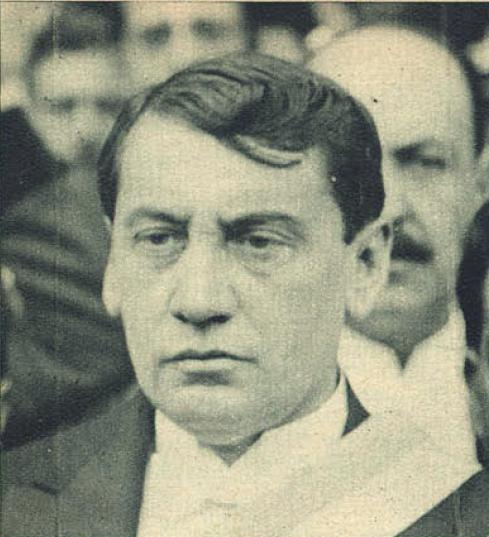
Arturo Alessandri Palma

Arturo Alessandri Palma nació el 20 de diciembre de 1868 en el seno de una familia de la clase alta. Estudió derecho en la Universidad de Chile, donde egresó tras presentar su memoria Habitaciones para obreros, donde ya daba muestras de su sensibilidad social. Siendo parte del Partido Liberal, en el cual militó hasta su fallecimiento, y tras ostentar distintos cargos públicos como ministro de Industria y Obras Públicas y ministro de Hacienda en diferentes gobiernos a inicios de siglo, en 1915 se presenta como candidato a senador por la provincia de Tarapacá, dando a su candidatura una clara orientación populista, logrando conquistar a los sectores populares debido a su gran oratoria y carisma. En 1918, el presidente Juan Luis Sanfuentes lo llamaría a integrarse a su gabinete como ministro del Interior.

"La legislación social que recién se inicia en nuestro país debe ser completada con leyes que aseguren el imperio de la justicia social, la armonía entre el capital y el trabajo y el bienestar de la clase trabajadora"
Arturo Alessandri Palma. Discurso de su programa de ministerio ante el Senado, 1918.

Utilizando el mismo estilo de su candidatura de 1915, en 1920 es electo presidente de Chile, tras ser apoyado por una coalición conformada por liberales reformistas, demócratas (el partido izquierdista de la época) y radicales (socialistas de cátedra). Durante su gobierno sufrió permanentes trabas por parte del congreso, quienes impidieron el avance de sus proyectos en materia social. También tuvo que luchar contra la crisis económica de la época, provocada por el fin de la Primera Guerra Mundial, lo que trajo como consecuencia el declive del precio del salitre, que era el principal sustento económico del país. El 4 de septiembre de 1924, un grupo de jóvenes oficiales de baja graduación del ejército se presentó en señal de protesta, cuando en el Senado se discutía la aprobación de la dieta parlamentaria, manifestación a la que se llamó "Ruido de Sables". El grupo de militares le presentó al presidente sus exigencias en materia social (aunque también habían exigencias de carácter corporativo), quien se comprometió a resolverlas. El 8 de septiembre del mismo año, el Congreso aprobó todos los proyectos de Alessandri que anteriormente habían resultado truncos, temiendo un golpe militar. A pesar de esto, el Comité Militar continuó con sus funciones, disolviendo el Congreso, lo que provocó que Alessandri se autoexiliara en Argentina. 
El 20 de marzo de 1925 volvería para terminar su mandato, teniendo como principal objetivo reformar la Constitución de 1833. La Constitución de 1925 dio fin al parlamentarismo chileno y abrió paso a una nueva época conocida como el presidencialismo, dado los nuevos atributos que confería la constitución al Ejecutivo. En dicho documento, se fortaleció la figura del presidente dándole, por ejemplo, el derecho a veto; se separó de forma definitiva la Iglesia del Estado, se garantizó la protección de la industria nacional, se instauró la previsión social, entre otros. 
En este segundo período de su mandato, uno de los oficiales que participó en el Ruido de Sables, Carlos Ibáñez del Campo, asumió como ministro de Guerra. Aunque era ideológicamente afín a Arturo Alessandri, mantuvieron una conflictiva relación que se alargaría por toda la mitad del siglo XX, esta tormentosa relación provocó con la renuncia del presidente el 2 de octubre de 1925, con motivo de un posible golpe de Estado por parte de Ibáñez. 
En 1932 sería elegido por segunda vez como presidente de Chile, siendo apoyado de forma transversal por un amplio porcentaje del país, que añoraba la estabilidad de antaño después de las distintas irrupciones militares y la dictadura de Carlos Ibáñez del Campo. A pesar de que su candidatura estuvo apoyada por parte de la izquierda chilena, su segundo mandato fue más cercano a la derecha tradicional liberal-conservadora, aplicando políticas económicas de shock con el fin de estabilizar la economía tras los efectos de la crisis mundial de 1929, donde Chile sería uno de los países más afectados. 
En 1938 entregaría al mando del país al radical Pedro Aguirre Cerda. Volvería al Congreso en 1944, siendo presidente del Senado. Finalmente moriría en 1950, tras haber dedicado toda su vida a la política.
A pesar de que Mario Góngora lo plantea como un gobernante de izquierda durante su primer período, se ha convenido en que Alessandri fue un gobernante parte de la derecha reformista y populista, y que fue influenciado por las corrientes de principio de siglo, como el socialismo de cátedra y por el protofascismo. En su primer gobierno se enfrentó a la oligarquía del país, principalmente proveniente del Partido Conservador, quienes armaron una campaña del terror contra él, tachándolo de "socialista", "comunista" o "marxista", debido a que veían en Alessandri y su impulso a la legislación social una amenaza de sus intereses económicos. También sería resistido por la izquierda más extrema del país, entre ellos comunistas y anarquistas, quienes lo veían como otro instrumento reformista del capitalismo, que seguiría perpetuando el abuso hacia las clases populares.
Alessandri inauguró el populismo en las campañas políticas chilenas, fue impulsor de una constitución que rigió el país durante más de la mitad del siglo XX, terminó con el obsoleto parlamentarismo y dio pie a la discusión de la legislación social en Chile, siendo considerado el gobernante más importante de la primera mitad de siglo.

### Carlos Ibáñez del Campo

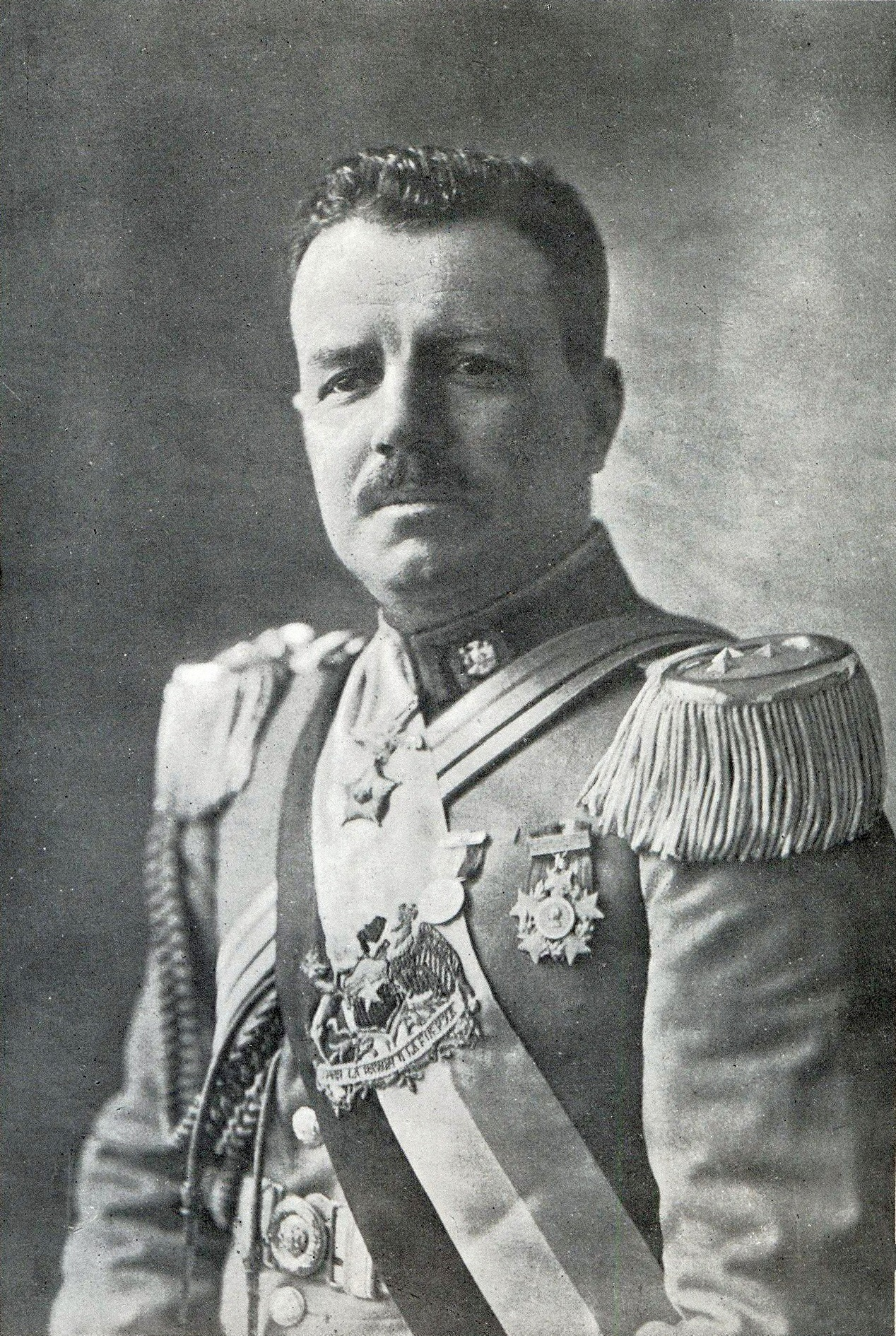
Carlos Ibáñez del Campo

Nacido en 1877, proveniente de una familia terrateniente de Linares, Carlos Ibáñez desarrolló una prolífica carrera como militar del Ejército de Chile, hasta que el 4 de septiembre de 1924 irrumpió, junto a otros oficiales jóvenes de baja graduación del ejército, en política, a favor del programa del presidente Alessandri y en contra la oligarquía terrateniente-conservadora. Afín a la ideología del presidente, el Comité Militar mezcló sus demandas corporativas con un descontento generalizado por la situación social y económica del país, exigiendo una serie de medidas que el Congreso se vio obligado a aceptar, por miedo a un golpe militar. 
Después de que distintas juntas militares gobernaran el país, en 1927 Carlos Ibáñez del Campo asumió como vicepresidente después de la renuncia de Emiliano Figueroa. Durante su gestión llamó a elecciones presidenciales para ese mismo año, siendo el único candidato, apoyado casi transversalmente por el grueso del país, a excepción de la derecha oligárquica y la izquierda comunista-anarquista.
Su gobierno fue de carácter marcadamente desarrollista, estatista y autoritario, llevando a cabo una profunda reestructuración del gobierno, creando y disolviendo organismos. También promulgó una serie de leyes y reglamentos de carácter regulador, por ejemplo, el primer Código del Trabajo de 1931. Otra de sus grandes obras fue la fundación de Carabineros de Chile, que nace de la fusión de las distintas policías municipales y rurales y el Cuerpo de Carabineros del Ejército de Chile, existiendo hasta hoy como el principal organismo de orden público del país. A pesar de que su gobierno tuvo un gran componente social, también fue un férreo perseguidor del marxismo y de la oposición en general, y aunque permitió la existencia de los sindicatos y gremios, los instrumentalizó y lo subyugó a su gobierno. A pesar de su gran labor en cuanto a legislación social,  obras públicas y modernización gubernamental, los estragos de la crisis mundial de 1929, sumados al descontento por sus medidas autoritarias y dictatoriales, hicieron que terminara renunciando y autoexiliando en Argentina en 1931.
Tras la caída de su dictadura estaría un breve tiempo en el exilio, en Argentina. Tras esto, volvería nuevamente con afanes de candidatearse como presidente. Así, en 1938 fue candidato por la Alianza Popular Libertadora, coalición conformada por una particular combinación entre el nacional-socialismo chileno, la Unión Socialista y otros movimientos ibañistas. Esta candidatura se vería truncada debido a un fallido intento de golpe de Estado llevado a cabo por sus partidarios del Movimiento Nacional-Socialista de Chile, que terminaría en una masacre.
En 1942 se presentaría nuevamente como candidato a presidente, siendo apoyado por la derecha tradicional del país, vale decir, por los partidos conservador y Liberal de Chile. Aunque la victoria se la llevaría el radical Juan Antonio Ríos.
En 1952 sería elegido por segunda vez como presidente de Chile, siendo apoyado por partidos no tradicionales: la Unión Socialista Popular, el Partido Agrario Laborista, el Partido Femenino de Chile y otros movimientos de carácter ibañista. En esta segunda candidatura, enfatizó aún más su carácter antipolítico, el cual aupó durante toda su carrera como hombre público. A pesar de que durante este período fundó una gran cantidad de instituciones de larga existencia y de suma importancia, como por ejemplo el Banco del Estado de Chile o el Ministerio de Minería, fue un fracaso en cuanto a lo económico, sufriendo una gran inflación, la cual fue paleada con políticas propuestas por la misión Klein-Saks, de las cuales muchas atentaban contra el bienestar de los sectores populares. Al final de su gobierno casi no contaba con apoyo popular. Tras esto, Ibáñez se retiraría de la vida política hasta su muerte. 
Aunque fue apoyado por grupos de toda tendencia política, desde el socialismo marxista y no marxista, el fascismo, la derecha tradicional y otros, se pueden ver tendencias que Ibáñez mantuvo durante toda su carrera. Siempre abogó por un estado interventor, por el desarrollismo, por el nacionalismo y se le puede atribuir un carácter progresista en cuanto a ciertos sectores de la sociedad. Al ser contemporáneo de Alessandri, podemos ver influencias similares en su ideología y en su forma de ejecutar el poder. Por ejemplo, los dos son considerados caudillos, ambos fueron influidos por el socialismo de cátedra y ostentaron discursos populistas, antioligárquicos e intentaron alejarse, al menos discursivamente, de los políticos tradicionales, también mostraron simpatía por el Benito Mussolini; por otro lado, ambos ejercieron un fuerte autoritarismo en sus gobiernos, llegando incluso a romper las leyes para perseguir a sus opositores. A diferencia de Arturo Alessandri Palma, Carlos Ibáñez del Campo vio mistificada su figura desde su caída en 1931 y hasta su fallecimiento, formándose movimientos políticos en torno a su persona, desde fuera del círculo político mismo y años después de su muerte. 

Estoy convencido de que el mundo marcha hacia el socialismo. Esto es simplemente inevitable y sería ciego el que no lograra ver esta realidad.
Carlos Ibáñez del Campo, en conversación con Cipriano Pontigo. 1951.